# Geografia de Florianópolis
A Geografia de Florianópolis, compreendida a área da parte continental e da ilha, abrange 436,5 km², com uma população de 396.778 habitantes em 2015, segundo estimativas do IBGE. Fazem parte do município de Florianópolis os seguintes distritos: Sede, Barra da Lagoa, Cachoeira do Bom Jesus, Campeche, Canasvieiras, Ingleses do Rio Vermelho, Lagoa da Conceição, Pântano do Sul, Ratones, Ribeirão da Ilha, Santo Antônio de Lisboa e São João do Rio Vermelho.
Florianópolis é uma das três ilhas-capitais do Brasil (as outras são Vitória e São Luís). Localiza-se no leste do estado de Santa Catarina e é banhada pelo oceano Atlântico. Grande parte de seu território (97,23%) está situado na ilha de Santa Catarina. A área total do município, compreendendo a parte continental e a insular, é de 675,410 km².

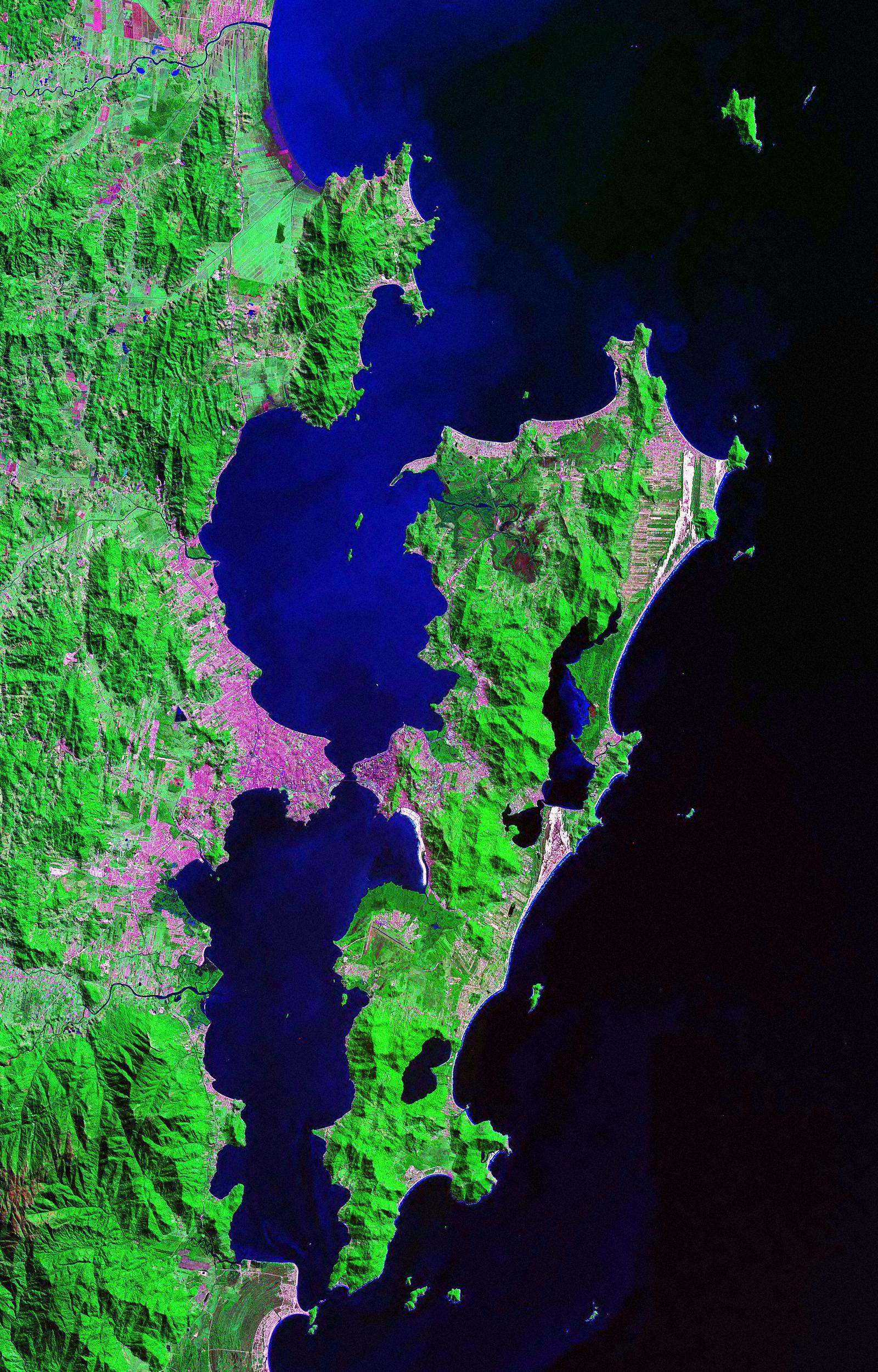
Imagem de satélite da Ilha de Santa Catarina, a principal do município

## Praias

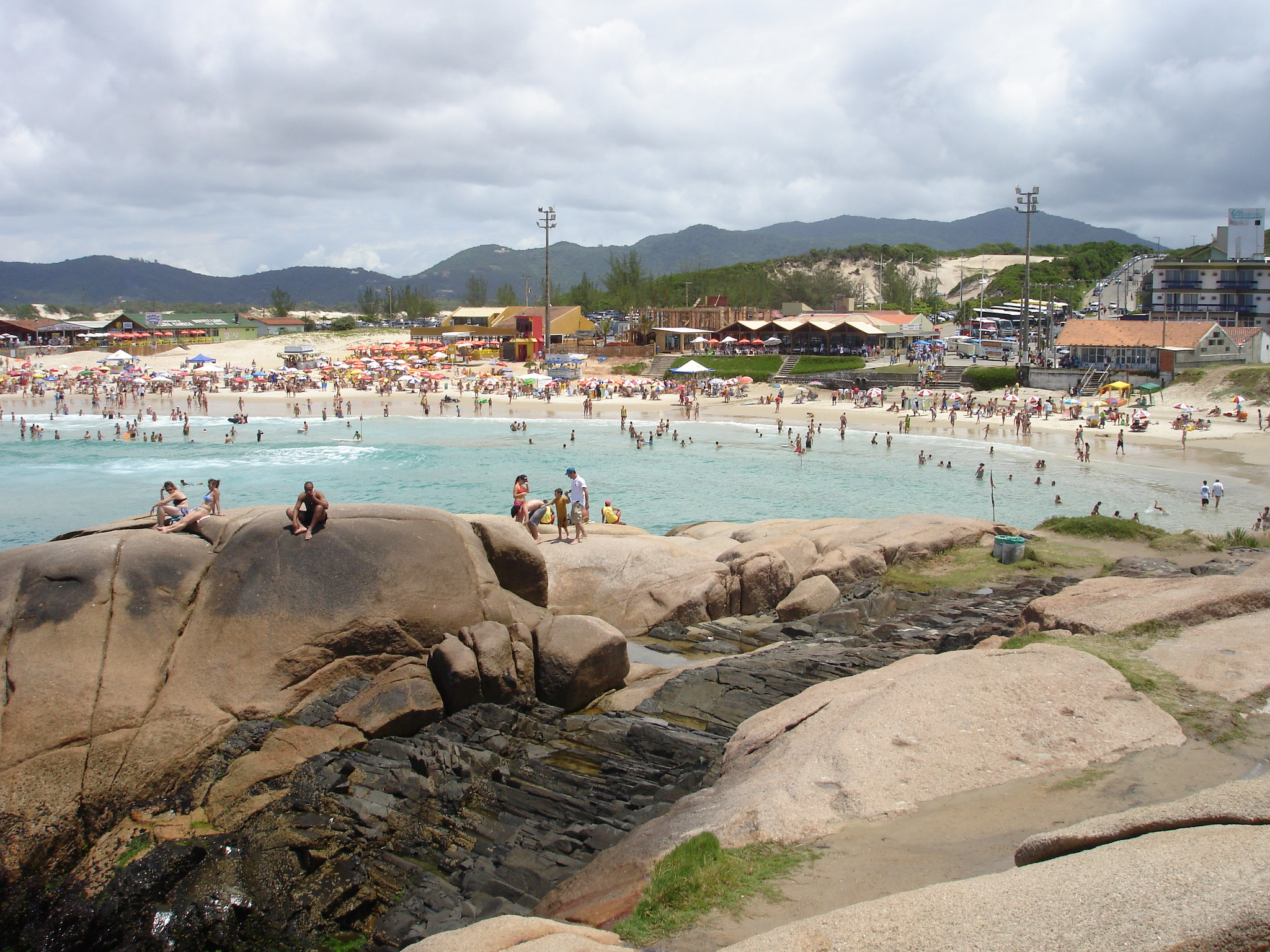
Praia da Joaquina

Considerava-se que Florianópolis tinha 42 praias, sendo este durante décadas um dos slogans do município. Por encomenda do Instituto de Planejamento Urbano de Florianópolis (IPUF), realizou-se, pela primeira vez, um levantamento completo sobre as praias da capital catarinense, no qual foram mapeadas mais de 100 praias. Como o objetivo do trabalho era toponímico, para cumprir lei municipal que determinava a sinalização de todas as praias, ficaram de fora mais de uma dezena que, de tão desconhecidas, nem possuíam denominação. Atualmente, testes de balneabilidade comprovam vários pontos impróprios para banho, principalmente nas praias situadas ao norte da ilha.
As 100 praias catalogadas são reconhecidas como tais pela população local, tendo, em alguns casos, mais de um nome. Algumas ainda são pouco conhecidas dos turistas. Na ilha de Santa Catarina existe uma grande laguna, lagoa da Conceição, e uma grande lagoa, lagoa do Peri. Outra porção da cidade está localizada no continente, onde se encontram bairros importantes como Estreito, Coqueiros, Bom Abrigo, Itaguaçu, Abraão, Capoeiras, Balneário e Jardim Atlântico, entre outros.

## Clima
Florianópolis apresenta as características climáticas inerentes ao litoral sul-brasileiro. As estações do ano são bem caracterizadas, verão e inverno bem definidos, sendo o outono e a primavera de características semelhantes. É a terceira capital mais fria do país, ficando atrás apenas de Curitiba e Porto Alegre. A ilha de Santa Catarina sofre muita influência dos ventos, principalmente do quadrante Sul, comumente mais frios e secos, o que faz com que a sensação térmica no inverno geralmente seja inferior às temperaturas mínimas registradas.
A média das máximas dos meses mais quentes chega aos 28 °C, e a média das mínimas dos meses mais frios fica em torno dos 13 °C. A temperatura média compensada anual é de cerca de 20 ℃. Geadas não são frequentes, mas ocorrem esporadicamente no inverno. Devido à proximidade do mar, a umidade do ar é relativamente elevada, com médias superiores de 80%.
| Maiores acumulados de precipitação em 24 horas registrados em Florianópolis por meses (INMET) | Maiores acumulados de precipitação em 24 horas registrados em Florianópolis por meses (INMET) | Maiores acumulados de precipitação em 24 horas registrados em Florianópolis por meses (INMET) | Maiores acumulados de precipitação em 24 horas registrados em Florianópolis por meses (INMET) | Maiores acumulados de precipitação em 24 horas registrados em Florianópolis por meses (INMET) | Maiores acumulados de precipitação em 24 horas registrados em Florianópolis por meses (INMET) |
| Mês                                                                                           | Acumulado                                                                                     | Data                                                                                          | Mês                                                                                           | Acumulado                                                                                     | Data                                                                                          |
| --------------------------------------------------------------------------------------------- | --------------------------------------------------------------------------------------------- | --------------------------------------------------------------------------------------------- | --------------------------------------------------------------------------------------------- | --------------------------------------------------------------------------------------------- | --------------------------------------------------------------------------------------------- |
| Janeiro                                                                                       | 148,4 mm                                                                                      | 19/01/1951                                                                                    | Julho                                                                                         | 241,9 mm                                                                                      | 22/07/1973                                                                                    |
| Fevereiro                                                                                     | 227,4 mm                                                                                      | 22/02/1994                                                                                    | Agosto                                                                                        | 103,9 mm                                                                                      | 17/08/1977                                                                                    |
| Março                                                                                         | 187,1 mm                                                                                      | 22/03/1978                                                                                    | Setembro                                                                                      | 123 mm                                                                                        | 06/09/1977                                                                                    |
| Abril                                                                                         | 207,9 mm                                                                                      | 23/04/1936                                                                                    | Outubro                                                                                       | 118 mm                                                                                        | 01/10/2001                                                                                    |
| Maio                                                                                          | 253 mm                                                                                        | 19/05/2010                                                                                    | Novembro                                                                                      | 404,8 mm                                                                                      | 15/11/1991                                                                                    |
| Junho                                                                                         | 82,2 mm                                                                                       | 18/06/1932                                                                                    | Dezembro                                                                                      | 207 mm                                                                                        | 20/12/2022                                                                                    |
| Período: 1931-1983 e 1987-presente                                                            |                                                                                               |                                                                                               |                                                                                               |                                                                                               |                                                                                               |

A precipitação é bastante significativa e bem distribuída durante o ano. A precipitação normal anual fica em torno de 1 500 milímetros (mm). Não existe uma estação seca, sendo o verão geralmente a estação que apresenta o maior índice pluviométrico (Hermann et alii, 1986). Elevadas precipitações ocorrem de janeiro a março, com médias acima de 170 mm mensais, sendo que de abril a agosto há pouca variação, com médias entre 70 mm e 140 mm. Os valores mais baixos ocorrem de abril a agosto.
Segundo dados do Instituto Nacional de Meteorologia (INMET), de julho de 1961 a dezembro de 1983 e a partir de janeiro de 1992, a menor temperatura já registrada em Florianópolis foi de 0,7 °C em 7 de setembro de 1980, e a maior atingiu 38,8 °C em 10 de fevereiro de 1973. O maior acumulado de precipitação em 24 horas registrado no mesmo período foi de 253 mm em 19 de maio de 2010. Alguns outros grandes acumulados foram de 227,4 mm em 22 de fevereiro de 1994, 216,4 mm em 1º de fevereiro de 2008, 206,6 mm em 25 de dezembro de 1995, 203,4 mm em 16 de dezembro de 2008, 187,1 mm em 22 de março de 1978, 165,8 mm em 24 de dezembro de 1995 e 158,2 mm em 12 de março de 1978, sendo o recorde mensal de 625 mm em janeiro de 1997. O índice mais baixo de umidade relativa do ar ocorreu na tarde de 9 de agosto de 1988, de 21%.
| Dados climatológicos para Florianópolis/São José                                                                              | Dados climatológicos para Florianópolis/São José | Dados climatológicos para Florianópolis/São José | Dados climatológicos para Florianópolis/São José | Dados climatológicos para Florianópolis/São José | Dados climatológicos para Florianópolis/São José | Dados climatológicos para Florianópolis/São José | Dados climatológicos para Florianópolis/São José | Dados climatológicos para Florianópolis/São José | Dados climatológicos para Florianópolis/São José | Dados climatológicos para Florianópolis/São José | Dados climatológicos para Florianópolis/São José | Dados climatológicos para Florianópolis/São José | Dados climatológicos para Florianópolis/São José |
| Mês | Jan                                              | Fev                                              | Mar                                              | Abr                                              | Mai                                              | Jun                                              | Jul                                              | Ago                                              | Set                                              | Out                                              | Nov                                              | Dez                                              | Ano                                              |
| --- | ------------------------------------------------ | ------------------------------------------------ | ------------------------------------------------ | ------------------------------------------------ | ------------------------------------------------ | ------------------------------------------------ | ------------------------------------------------ | ------------------------------------------------ | ------------------------------------------------ | ------------------------------------------------ | ------------------------------------------------ | ------------------------------------------------ | ------------------------------------------------ |
| Temperatura máxima recorde (°C)                                                                                               | 40                                               | 38,8                                             | 36,9                                             | 35,4                                             | 33,5                                             | 32                                               | 32,7                                             | 35                                               | 32,9                                             | 35,4                                             | 34,8                                             | 38,6                                             | 40                                               |
| Temperatura máxima média (°C)                                                                                                 | 29,4                                             | 29,5                                             | 28,7                                             | 26,9                                             | 24                                               | 21,9                                             | 21,1                                             | 21,8                                             | 22,4                                             | 24,2                                             | 26,1                                             | 28,3                                             | 25,4                                             |
| Temperatura média compensada (°C)                                                                                             | 25,2                                             | 25,3                                             | 24,4                                             | 22,4                                             | 19,5                                             | 17,2                                             | 16,5                                             | 17,4                                             | 18,7                                             | 20,6                                             | 22,3                                             | 24,2                                             | 21,1                                             |
| Temperatura mínima média (°C)                                                                                                 | 21,6                                             | 21,7                                             | 20,7                                             | 18,7                                             | 15,7                                             | 13,6                                             | 12,9                                             | 13,8                                             | 15,4                                             | 17,5                                             | 18,8                                             | 20,5                                             | 17,6                                             |
| Temperatura mínima recorde (°C)                                                                                               | 14,6                                             | 14,8                                             | 10,2                                             | 7,7                                              | 3,3                                              | 1,7                                              | 1,5                                              | 0,9                                              | 4,4                                              | 8,2                                              | 9,4                                              | 12,5                                             | 0,9                                              |
| Precipitação (mm) | 241,3                                            | 198,3                                            | 180,4                                            | 115,8                                            | 126,2                                            | 86,3                                             | 100,8                                            | 93                                               | 146,9                                            | 153,2                                            | 146,6                                            | 177,2                                            | 1 766                                            |
| Umidade relativa compensada (%)                                                                                               | 79                                               | 79,4                                             | 79,2                                             | 79,7                                             | 80,7                                             | 81,9                                             | 82,4                                             | 80,7                                             | 80                                               | 80                                               | 77,4                                             | 77,9                                             | 79,9                                             |
| Insolação (h) | 190,7                                            | 174                                              | 186,7                                            | 179,5                                            | 173,4                                            | 153                                              | 162,2                                            | 166,7                                            | 141,3                                            | 142,7                                            | 180,5                                            | 191,2                                            | 2 041,9                                          |
| Fonte: Instituto Nacional de Meteorologia (INMET) (normal climatológica de 1991-2020; recordes de temperatura: 1931-presente) |                                                  |                                                  |                                                  |                                                  |                                                  |                                                  |                                                  |                                                  |                                                  |                                                  |                                                  |                                                  |                                                  |

## Praias

### Relevo
A ilha de Santa Catarina possui uma forma alongada e estreita, com comprimento médio de 55 km e largura média de 18 km. Com litoral bastante recortado, possui várias enseadas, pontas, ilhas, baías e lagoas. A ilha está situada de forma paralela ao continente, separada dele por um estreito canal.
Seu relevo é formado por cristas montanhosas e descontínuas, servindo como divisor de águas da ilha. O ponto mais alto da ilha é o morro do Ribeirão, com 532 metros de altitude.
Paralelamente às montanhas, surgem esparsas planícies em direção leste e na porção noroeste da ilha.
Na face leste da ilha, há presença de dunas formadas pela ação do vento.